# Jakobstads svenska församling

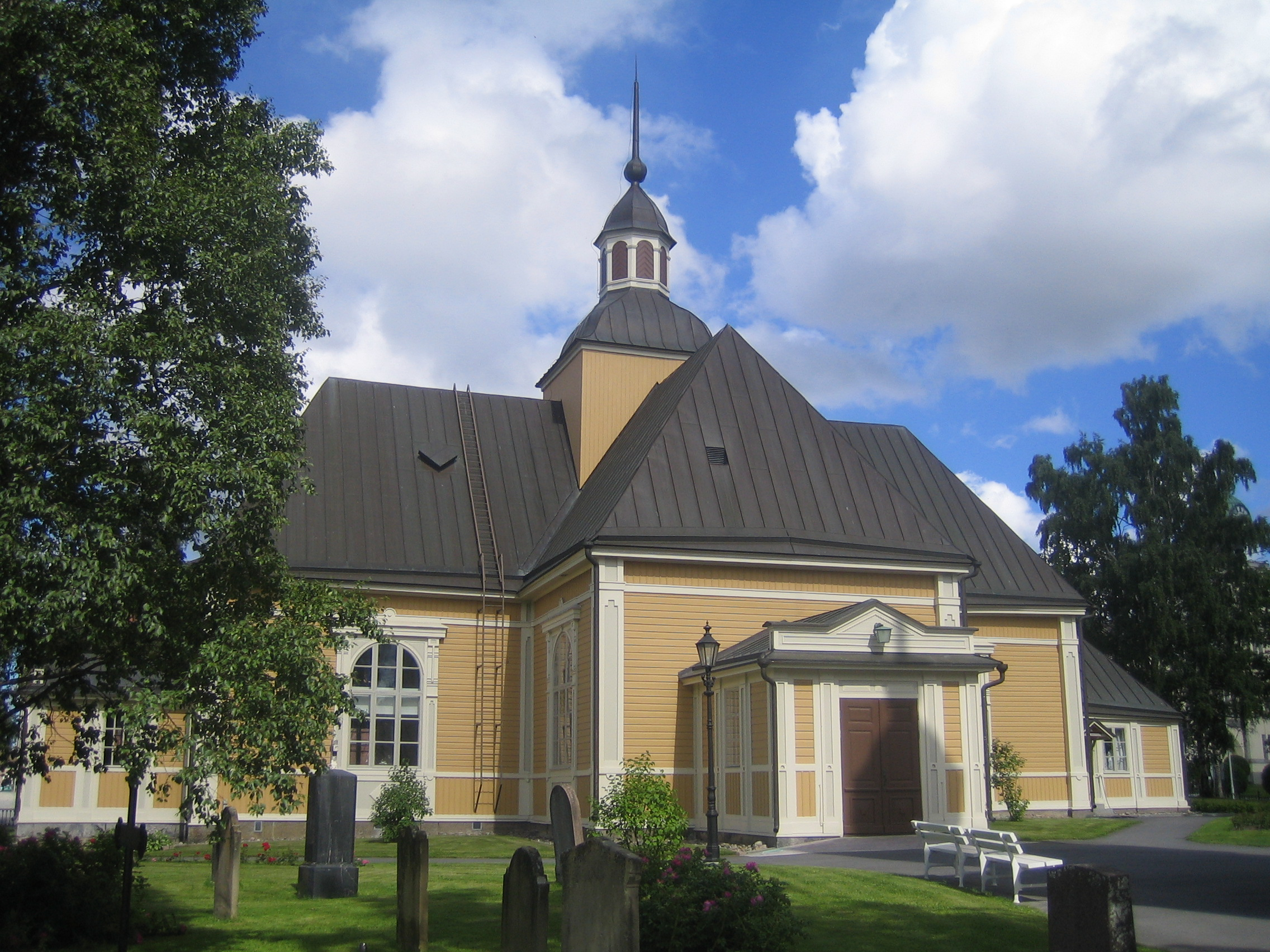
Jakobstads kyrka.

Jakobstads svenska församling är en svenskspråkig församling i Pedersöre prosteri inom Borgå stift i Evangelisk-lutherska kyrkan i Finland. Till församlingen hör de medlemmar i samfundet som bor i Jakobstad och har svenska som modersmål; medlemsantalet är 9 004 (08/2018). De finskspråkiga jakobstadsborna hör till Jakobstads finska församling, som också omfattar Pedersöre kommun.
Jakobstads kyrka invigdes 1731.

## Kyrkoherdar
Kyrkoherde i Jakobstads svenska församling är sedan år 2020 Jockum Krokfors.

### Tidigare herdar i församlingen (urval)
- Bo-Göran Åstrand (åren 2007–2019)
- Jan-Erik "Kak" Nyman (åren 1978–2007)[2]